# Whatta Man
Whatta Man è un singolo del gruppo musicale hip hop statunitense Salt-n-Pepa, inciso insieme ad un altro gruppo R&B statunitense tutto al femminile, le En Vogue, e pubblicato nel 1994 dall'etichetta discografica FFRR.
La canzone è stata scritta da Hurby Azor e Dave Crawford e prodotta dallo stesso Azor. È stata estratta dall'album Very Necessary delle Salt-n-Pepa e dall'EP Runaway Love delle En Vogue.
Il brano è una reinterpretazione di Whatta a Man del 1968, originariamente interpretata da Linda Lyndell, la cui registrazione raggiunse la posizione nº50 nulla "Billboard R & B chart nel 1968".
Nel 2011, la cantante tedesca Lena Meyer-Landrut (accreditata come Lena) reinterpretava la canzone mantenendo il titolo originale e il testo.
Il 9 agosto 2016 il girl group sudcoreano I.O.I ha campionato il brano per la pubblicazione del loro singolo Whatta Man (Good Man)

## Tracce
CD-Maxi (ffrr 857 479-2 (PolyGram)
1. Whatta Man - 4:42

## Classifiche
| Classifiche (1994) | Posizione raggiunta |
| ------------------ | ------------------- |
| Australia          | 2                   |
| Stati Uniti        | 3                   |
| Regno Unito        | 7                   |
| Nuova Zelanda      | 10                  |
| Paesi Bassi        | 15                  |
| Austria            | 27                  |
| Francia            | 28                  |
| Svezia             | 37                  |